# Ledkapsel

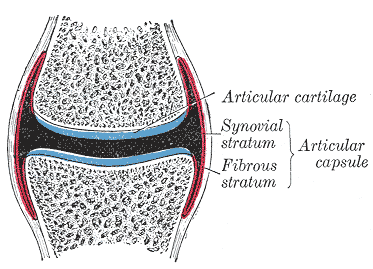
Schematiskt snitt genom en äkta led. Ledbrosk i blått, synovialmembran i rött. Den fibrösa kapseln är det skikt som omsluter hela leden.
Illustration: Gray's Anatomy, 1918. (PD)

Ledkapsel (latin: capsula articularis, pluralis capsulae articulares) är ett fodral som omger en äkta led. 
En ledkapsel består av två lager. Ett tunt, inre, cellrikt lager som kallas synovialmembran (membrana synovialis) och ett yttre som är tjock och fiberrikt och kallas den fibrösa kapseln (membrana fibrosa).

## Den fibrösa kapseln
Den fibrösa kapseln (stratum fibrosum) omsluter leden och fäster längs med kapselns kanter vid synovialvecket (plica synovialis) på benen som ingår i leden. Avståndet mellan detta fäste och broskgränsen varierar. Om rörelserna i leden är begränsade är kapseln stram och avståndet litet. Om rörelserna är stora är kapseln slapp och avståndet större.
Kapseln kan vara förstärkt av ligament eller muskler som då fungerar som aktiva ligament som spänner kapseln i olika riktningar för att förhindra att den kommer i kläm. Detta sker till exempel i armbågsledens (art. cubiti) fram- och baksida.

## Synovialmembranet
Inuti ledhålan klär synovialmembranet (stratum synoviale) insidan på den fibrösa kapseln och benväggarna fram till ledbrosket. Synovialmembranet består av tunn bindväv med förgrenade bindvävskorpusklar som utsöndrar den synovialvätska som smörjer leden eftersom ledbrosket varken är innerverad eller har egen blodförsörjning. Vätskan liknar äggvita och kallas därför ofta synovia, latin för "ägg".
Dess insida är typiskt nog slät och glänsande men kan i vissa leder vara försedd med cell- och kärlrika så kallade synovialfransar (villi synoviales), ofta i bindvävsvecken. Vecken som dessa fransar bildar ökar synovialmembranets area och därmed utväxlingen mellan blod och ledvätska. De syns särskilt tydligt i knäleden (art. genus).
Veckningen är täckt av endotel och innehåller fettceller i olika mängd, i synnerhet de större vecken, och, mer sällan, isolerade broskceller. Den så kallade synoviala fettvävnaden kan bilda fettkuddar som fyller ut tomrummet som uppstår mellan ledytorna under någon rörelse.